# Кампо-ді-Тренс
Кампо-ді-Тренс (італ. Campo di Trens) — муніципалітет в Італії, у регіоні Трентіно-Альто-Адідже,  провінція Больцано.
Кампо-ді-Тренс розташоване на відстані близько 560 км на північ від Рима, 95 км на північ від Тренто, 45 км на північ від Больцано.
Населення — 2662 особи (2014).

## Демографія
Населення за роками:

Станом на 1 січня 2023 року в муніципалітеті офіційно проживало 155 іноземців з 27 країн, серед них 77 громадян країн Євросоюзу та 8 громадян України.

## Сусідні муніципалітети
- Фортецца
- Рачинес
- Ріо-ді-Пустерія
- Сарентіно
- Валь-ді-Віцце
- Віпітено